# ヴェッキオ橋

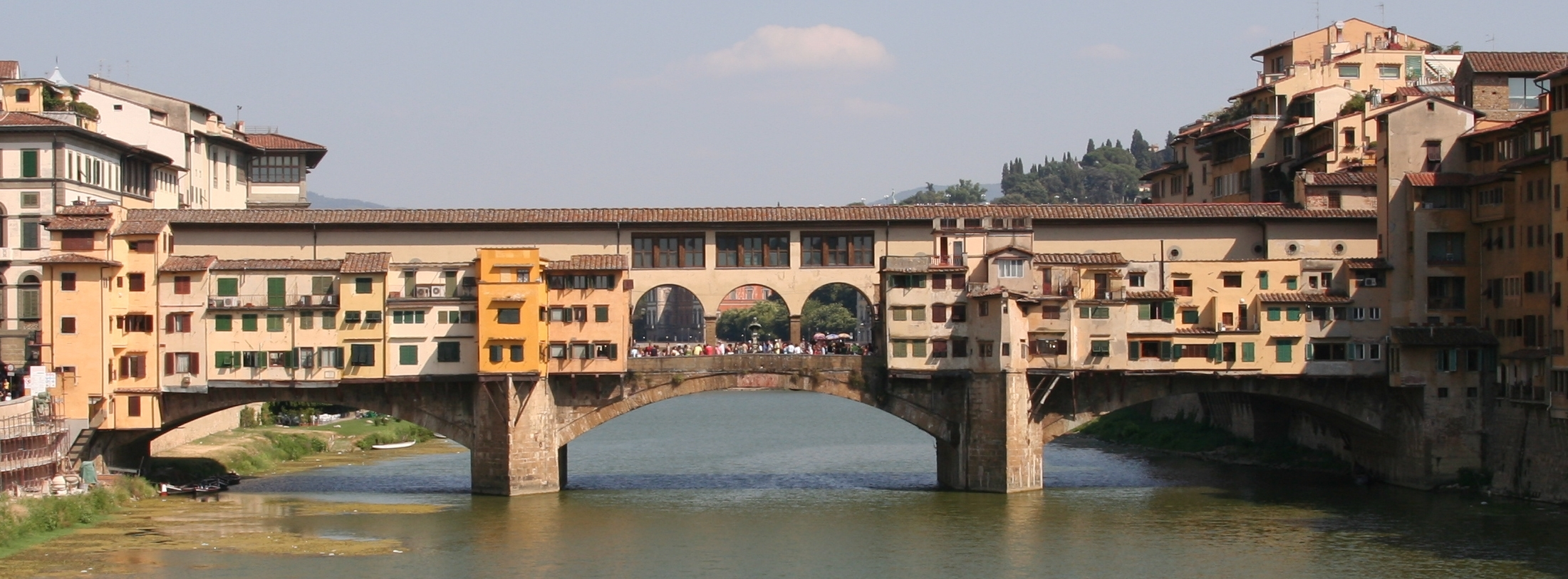
ヴェッキオ橋

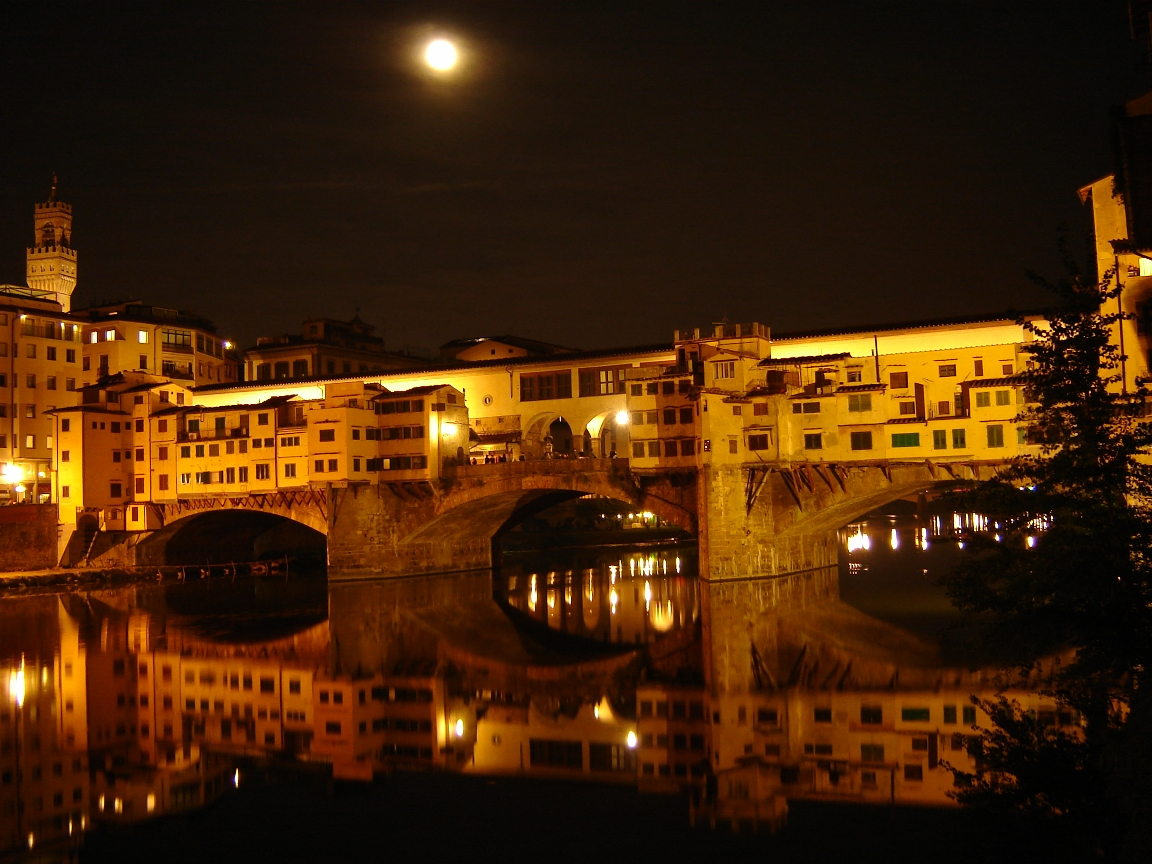
夜のヴェッキオ橋

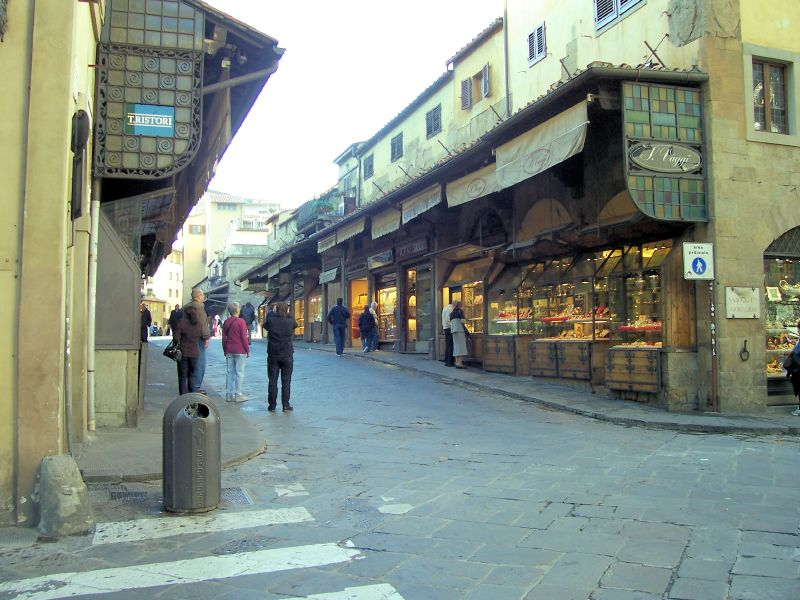
橋の上の両側に並ぶ店舗

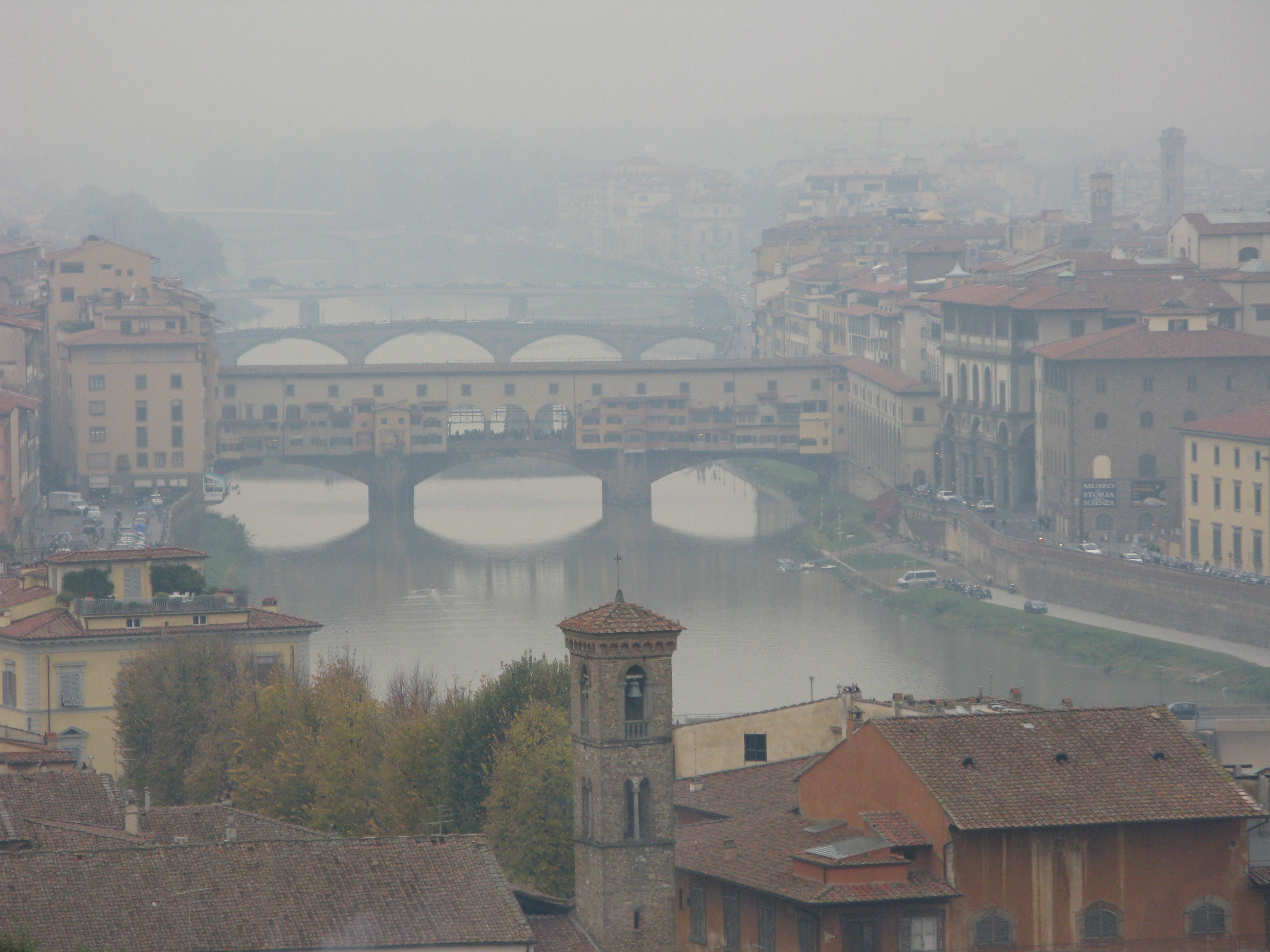
霧に包まれたヴェッキオ橋

ヴェッキオ橋またはポンテ・ヴェッキオ（伊: Ponte Vecchio）は、イタリアのフィレンツェを流れるアルノ川に架かる中世の橋。最初はローマ時代に架けられたが、数度洪水で流され、現在の橋は1345年に再建されたもの。
この橋の名はイタリア語で「古い橋」という意味であり、フィレンツェ最古の橋。第二次世界大戦で破壊されなかったフィレンツェ唯一の橋である。近年では橋の上に宝飾店が建ち並んでいることで知られ、フィレンツェの代表的な観光スポットのひとつ。
当橋は石造りの3連のアーチ橋（およびその上に建造された、通路の機能も備えた建物）であり、橋の上の建物には川の両岸のヴェッキオ宮殿とピッティ宮殿を結ぶ回廊（連絡通路）も隠されており、これはもともとメディチ家の専用通路として造られたもので、約1キロにわたり、ヴェッキオ宮殿からヴェッキオ橋の上を通ってピッティ宮殿まで一度も地上に降りることなく歩くことができるもので、「ヴァザーリの回廊 （Vasari Corridor）」と呼ばれている。メディチ家の当主でトスカーナ大公のコジモ1世の要請に応じてジョルジョ・ヴァザーリが設計した回廊であり、後期ルネサンスを代表する建築家でもあり画家でもあったヴァザーリはコジモ1世の「お気に入り」であったといい、ヴァザーリはコジモ1世から要請を受けるとわずか5か月という短期間で完成させたという。

## 歴史
この橋が最初に建造されたのは、ローマ時代のことで、カッシア街道を延長してゆく中でアルノ川と突き当たった時のことだったと信じられており、アルノ川の川幅が一番狭い場所を選んで架けられた。
当橋の文献上の初出は996年である。1117年には洪水で破壊され、再建された。1218年には隣にPonte alla Carraiaが建造され、そちらの橋ほうは当橋「Ponte Vecchio 古橋」と対比されて「Ponte Nuovo　新橋」と呼ばれることになった。当橋は1333年に再び流されふたつの橋脚だけが残された、とジョヴァンニ・ヴィッラーニの『新年代記』（Nuova Cronica）に記された。そして1345年に再建された。